# Delphine Théodore
Pour les articles homonymes, voir Théodore.
Delphine Théodore est une actrice française.

## Filmographie

### Cinéma

#### Longs métrages
- 2009 : Je l'aimais de Zabou Breitman : l'intérimaire ;
- 2011 : Je n'ai rien oublié de Bruno Chiche : vendeuse enceinte ;
- 2012 : L'Air de rien de Grégory Magne et Stéphane Viard : la journaliste ;
- 2013 : Pauvre Richard de Malik Chibane : Sabine ;
- 2015 : Parasol de Valéry Rosier : la réceptionniste.

- 2016 :
  - Neruda de Pablo Larraín : la journaliste ;
  - Dieumerci ! de Lucien Jean-Baptiste : Brigitte[1].

- 2017 :
  - Le Sens de la fête d'Éric Toledano et Olivier Nakache : la chorégraphe ;
  - Il a déjà tes yeux de Lucien Jean-Baptiste : Prune[2].

- 2019 :
  - Trop belge pour toi de Xavier Seron, Meryl Fortunat-Rossi, Ann Sirot et Raphaël Balboni ;
  - Sun de Jonathan Desoindre en collaboration avec Ella Kowalska : Juliette.

- 2022
  - Une année difficile de Eric Tolédano et Olivier Nakache
  - Monsieur le Maire de Karine Blanc et Michel Tavarès
  - Veuillez nous excuser de Olivier Van Hoofsdtadt

#### Courts métrages
- 2011 : Je vous prie de sortir de Valérie Théodore.

- 2012 :
  - Clean de Benjamin Bouhana ;
  - Mort ou fisc de Jérémy Rochigneux et Jérôme Blanquet.

- 2013 : Tarim le Brave contre les Mille et Un Effets de Guillaume Rieu.

- 2015 :
  - L'Ours noir de Xavier Seron et Méryl Fortunat-Rossi (Magritte du meilleur court-métrage de fiction) ;
  - Un entretien de Julien Patry.

- 2016 :
  - La politesse des anges de Valérie Théodore ;
  - Le monde du petit monde de Fabrice Bracq[3] ;
  - Le plombier de Xavier Seron et Méryl Fortunat-Rossi (Magritte du meilleur court-métrage de fiction).

- 2017 : Dysfonctionnatus de Antoine Dahan.

- 2018 :
  - Lendemain de mariage de Robin Fabre et Clément Fabre ;
  - Smile de Léa Lando et Stéphane Marelli.

- 2019 :
  - La pose de Célia Pilastre et Crystal Sheperd-Cross ;
  - Chèvre ou Vache 2 de Yvo Muller et Lauriane Escaffre.

- 2021 : Brasse Coulée de Régis Granet ;
- 2022 : L'augmentation de Régis Granet.
- 2023 : Objectif 13 de Romane Talva et Lola Talva

### Télévision
- 2009 :
  - Louis XV, le Soleil noir : Mme Henriette ;
  - Les semaines de Lucide de Claire de la Rochefoucauld, Hervé Brami, Gérard Pautonnier, Ivan Radkine : Juliette.

- 2010 : Mes colocs (web-série) de Riad Sattouf : Valentine Jeannet.

- 2011 :
  - Le Bonheur des Dupré (téléfilm) de Bruno Chiche : Prune ;
  - Platane (série télévisée) de Eric Judor et Denis Imbert : Véro.

- 2012 : La Famille Katz d'Arnauld Mercadier : hôtesse de l'air ;
- 2013 : Tu veux ou tu veux pas (série télévisée) de Franck Allera : Linda ;
- 2014 : Dring (série télévisée) de Grégory Magne ;
- 2015-2016 : Martin, sexe faible (série télévisée) de Juliette Tresanini et Paul Lapierre.

- 2017 :
  - Caïn (série télévisée) : Tina Verde[4] ;
  - Un village français (série télévisée) de Jean-Philippe Amar : Charlotte ;
  - Paris, etc. (série télévisée) de Zabou Breitman : la maîtresse d'école.

- 2018 : Mike de Frédéric Hazan : la rabine.

- 2019 :
  - Il a déjà tes yeux de Lucien Jean-Baptiste : Prune ;
  - Dix pour cent de Marc Fitoussi.

- 2022 : L'Amour (presque) parfait de Pascale Pouzadoux : Élise.

- 2022 :  A Musée Vous A Musée Moi, de Gérard Pautonnier pour Arte

## Théâtre
- 2010 : La Médaille de Lydie Salvayre, mise en scène de Zabou Breitman, Théâtre de Vidy et Théâtre du Rond-Point[5] ;
- 2012 : Bluff de Enzo Cormann, mise en scène de Vincent Garanger, Guy Pierre Couleau et Caroline Gonce, Centre national dramatique de Basse-Normandie, Nouveau théâtre d'Angers et Comédie de l'Est.

## Radio - Podcast
- 2012 : À votre écoute, coûte que coûte de Zabou Breitman et Laurent Lafitte sur France Inter ;
- 2015 : Les traîtres de Ilana Navaro sur Arte radio ;
- 2017 : Cent façons de disparaître de Claire Richard sur Arte radio ;
- 2022 : Batman autopsie de Douglas Attal : Alex.

## Distinctions
Pour L'augmentation de Régis Granet
- Prix d'interprétation féminine au Nikon Film Festival 2022[6].

Pour Le monde du petit monde de Fabrice Bracq
- Prix d'interprétation au Farm Film Festival 2017 (Italie) ;
- Prix d'interprétation au Five Continents International Film Festival 2017 (Venezuela) ;
- Prix d'interprétation au Stonefair International Film Festival 2017 (Roumanie) ;
- Prix d'interprétation au Parma Drive-in Film Festival 2017 (États-Unis) ;
- Prix d'interprétation au Feel the Reel International Film Festival 2017 (Royaume-Uni) ;
- Prix d'interprétation au Maracay International Film Festival 2017 (Venezuela) ;
- Prix d'interprétation au Transilvania Cinema Awards 2017 (États-Unis).

Pour La politesse des anges de Valérie Théodore
- Prix d'interprétation au Directors Cut Film Festival 2017 (Canada) ;
- Prix d'interprétation au WIIFA - Wolves Independent International Film Awards 2017 (Lituanie) ;
- Prix d'interprétation au Festival du Film Court Paul Simon 2017 (France) ;
- Mention d'Interprétation au South Film and Arts Academy Festival 2017 (Chili).